# Bursaphelenchus xylophilus

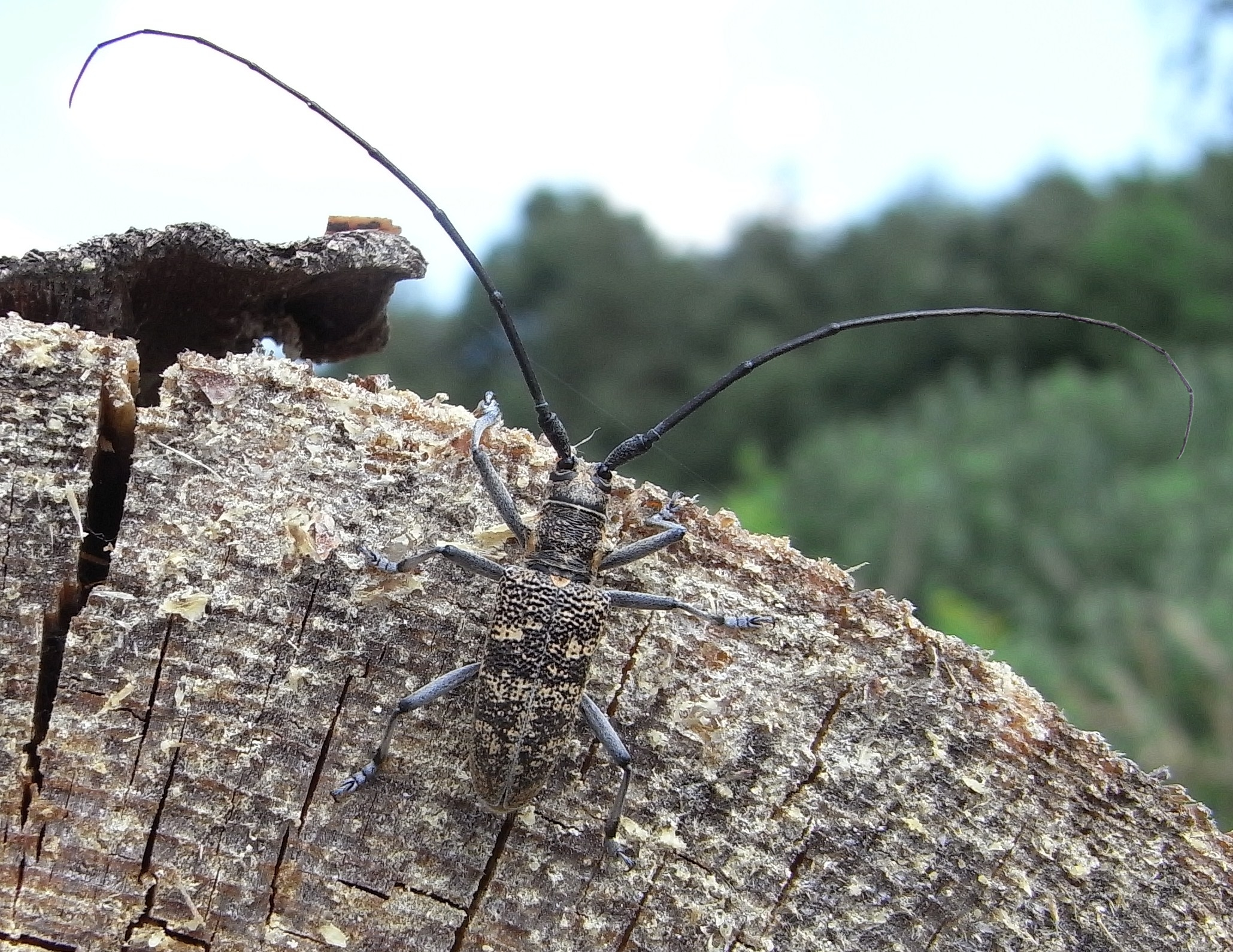
Monochamus galloprovincialis o principal vector de Bursaphelenchus xylophilus na Península Ibérica.

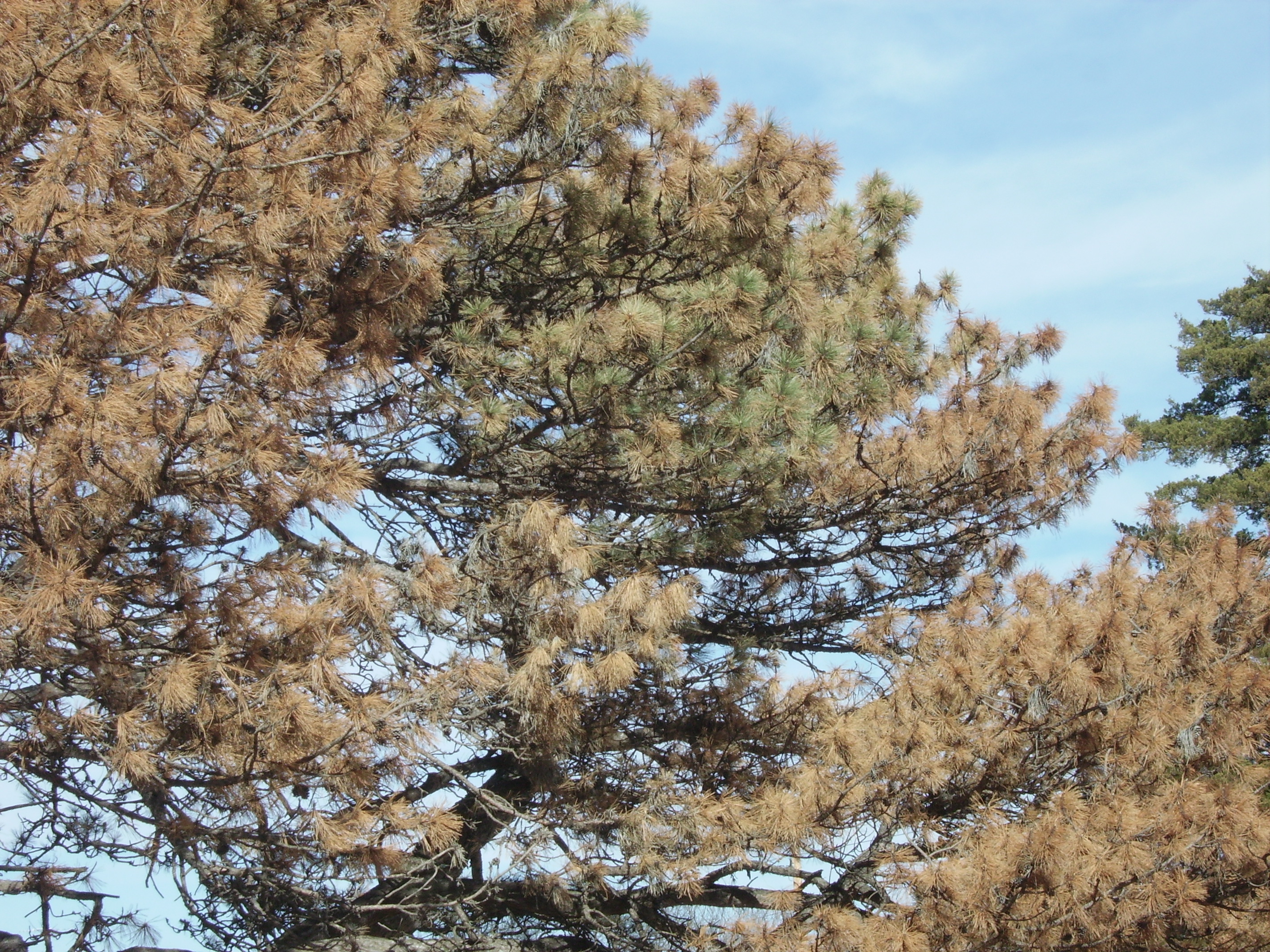
Exemplar de Pinus nigra vítima de ataque de B. xylophilus.

Bursaphelenchus xylophilus, conhecido pelo nome comum de nemátodo-da-madeira-do-pinheiro, é um nemátodo responsável pela doença da murchidão do pinheiro.

## Descrição
Originário da América do Norte é uma espécie considerada invasora. Os principais vectores animais são insectos do género Monochamus sp, aquando da sua alimentação nos novos ramos de pinheiros saudáveis e pelas posturas em árvores mais debilitadas.
Uma vez no interior da árvore o NMP conduz à murchidão do pinheiro, sendo que o primeiro sinal surge com o aparecimento de alguns ramos secos do pinheiro. Posteriormente as agulhas amarelecem e murcham, ficando aderentes por um longo período; há uma diminuição da produção de resina, e os ramos ficam mais quebradiços do que o habitual. Em poucos meses o pinheiro seca e morre.
Em Portugal, foi encontrada em 1999 e afecta o pinheiro-bravo, tendo sido também detectado em pinheiro-larício (Pinus nigra).